# 喇叭型交流道
喇叭型交流道（英語：Trumpet Interchange）是连接一条道路至另一条道路的起点或终点的交流道，三个方向的所有转向均有匝道处理，因其外观像喇叭而得名。此类交流道因能让出入的车流集中于一条道路，只需让一间收费站就能承担所有车流，而常见于收费道路。此类交流道也因所需建设的桥梁长度更短，经常被用于替代T型和Y型交流道。